# Алін Артімон (плавець)
Алін Артімон (19 лютого 1992) — румунський плавець. Учасник Чемпіонату світу з водних видів спорту 2017, де в попередніх запливах на дистанції 400 метрів вільним стилем посів 30-те місце і не потрапив до півфіналів.